# Museum für Energiegeschichte(n)

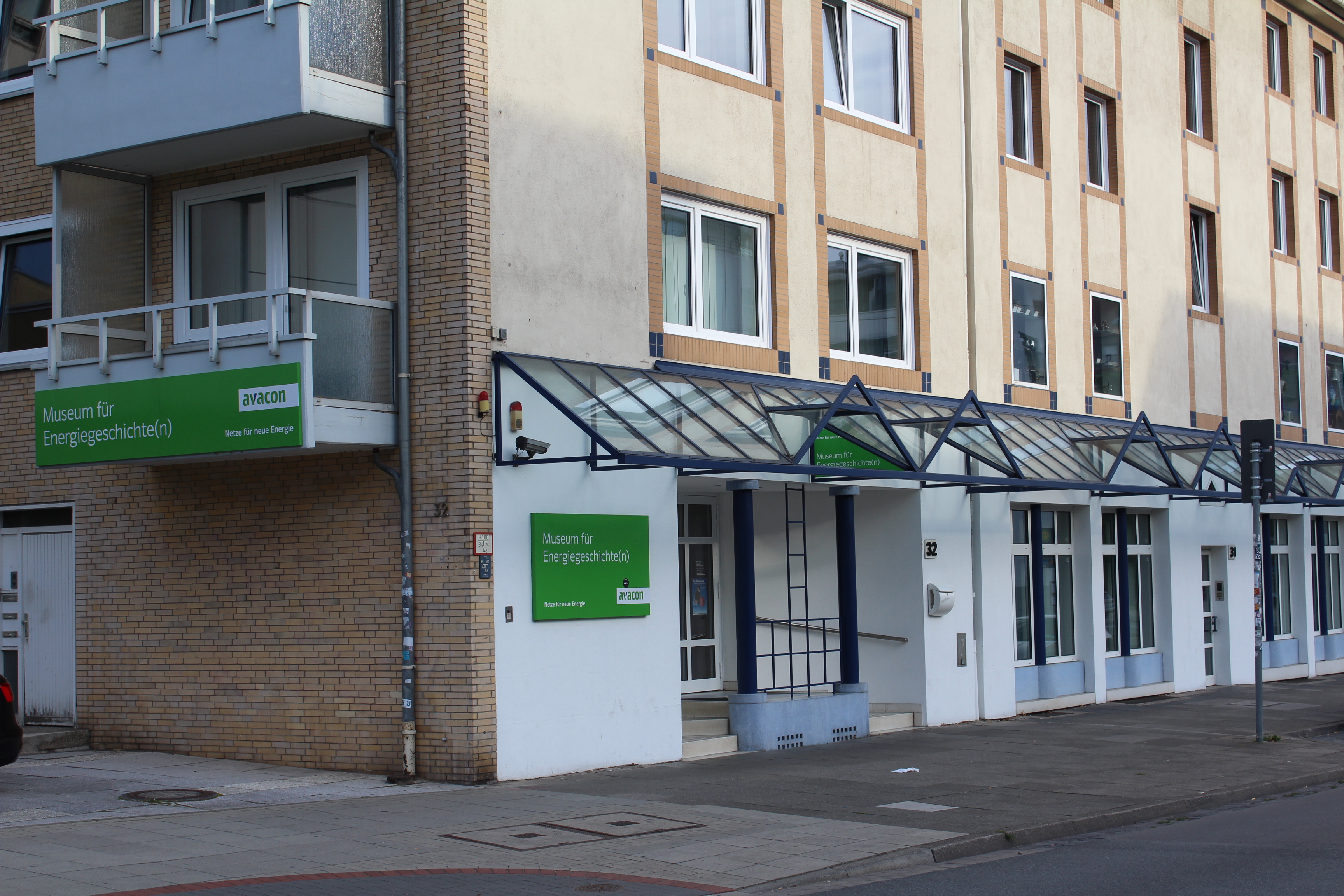
Sitz des Museums für Energiegeschichte(n) in Hannover (2017)

Das Museum für Energiegeschichte(n) (meg) war ein Technikmuseum in Hannover, das vom Energieversorgungsunternehmen Avacon betrieben wurde. Es zeigte in seinen Ausstellungen die industrielle Entwicklung von Hannover. Aus Kostengründen wurde das Museum im Frühjahr 2021 geschlossen.

## Geschichte
Der Grundstein für das Museum wurde im Jahr 1979 aus Anlass des 50. Firmenjubiläums der Hannover-Braunschweigischen Stromversorgungs AG (HASTRA), eines der fünf Vorläuferunternehmen von Avacon, gelegt. Das Museum trug zunächst den Namen „Elektrotechnisches Museum der HASTRA“ und war in den ersten acht Jahren seines Bestehens auf dem Gelände der HASTRA-Hauptverwaltung in der Calenberger Neustadt untergebracht. Der Auftrag des Unternehmensmuseums bestand zunächst darin, den Wandel im Feld der Elektrotechnik zu dokumentieren. Hierfür wurde eine Sammlung an historischen und jüngeren Exponaten der Elektrizitätsgeschichte aufgebaut. Im Jahr 1987 erhielt das Museum neue und größere Räumlichkeiten und zog in die Humboldtstraße 32. Seit den späten 1990er-Jahren gingen die Bestrebungen dahin, das Museum für breitere Besucherkreise zu öffnen und es in der hannoverschen Museumslandschaft zu verankern. Seit dem Jahr 1999 führt das Technikmuseum den Namen „Museum für Energiegeschichte(n)“. Unter der Abkürzung „meg“ trat es seit 2020 auf.

## Dauerausstellung, Exponate und Sammlung
Die etwa 650 m² große Dauerausstellung des Museums zeigte Exponate aus rund 300 Jahren Elektrizitätsanwendung. Ein Museumsrundgang begann an einer Elektrisiermaschine als Nachbildung eines Geräts aus den 1780er-Jahren. Daran wurden historische Experimente, mit denen sich Forscher und Wissenschaftler im 18. Jahrhundert den Phänomenen der Elektrizität im Experiment annäherten, für Besucher authentisch nachgestellt. Neben den Anfängen der modernen Energietechnik zeigte das Museum für Energiegeschichte(n) die Geschichte der Elektrifizierung, der Stromversorgung und der Anwendungsfelder der Elektrizität. Rund 1.000 historische Exponate gewährten einen Einblick in die verschiedensten Einsatzfelder der Elektrizität. Thematische Schwerpunkte waren Beleuchtung, Telekommunikation, Funk und Fernsehen, Medizintechnik, Körperpflege und Hygiene, Heizen, Kühlen, Waschen sowie elektrisch betriebene Spielzeuge. Besondere Exponate sind der Nachbau der Dynamomaschine von Werner von Siemens aus dem Jahr 1866, ein 15-Kilovolt-Strommast aus dem Jahr 1914, ein Quecksilberdampf-Gleichrichter der Allgemeinen Elektricitäts-Gesellschaft (AEG) aus dem Jahr 1928 sowie eine umfangreiche Sammlung von Detektorapparaten und Rundfunkempfängern aus den 1920er- und 1930er-Jahren.
In den Depots des Museums wurden rund 30.000 Exponate verwahrt. Die Bibliothek des Museums umfasste rund 3.000 Monografien, Sammelbände und Periodika aus den Bereichen der Nachrichten-, Energie- und Elektrotechnik. Sie deckte den Zeitraum vom 17. bis zum 21. Jahrhundert ab, wobei der zeitliche Schwerpunkt im 20. Jahrhundert lag. Das Museum beherbergte zudem die historische Sammlung der 1898 durch Emil Berliner und Joseph Berliner in Hannover gegründeten Deutschen Grammophon GmbH. Diese umfasste historische Schriftdokumente, Tonträger, Abspielgeräte und Literatur.

Exponate
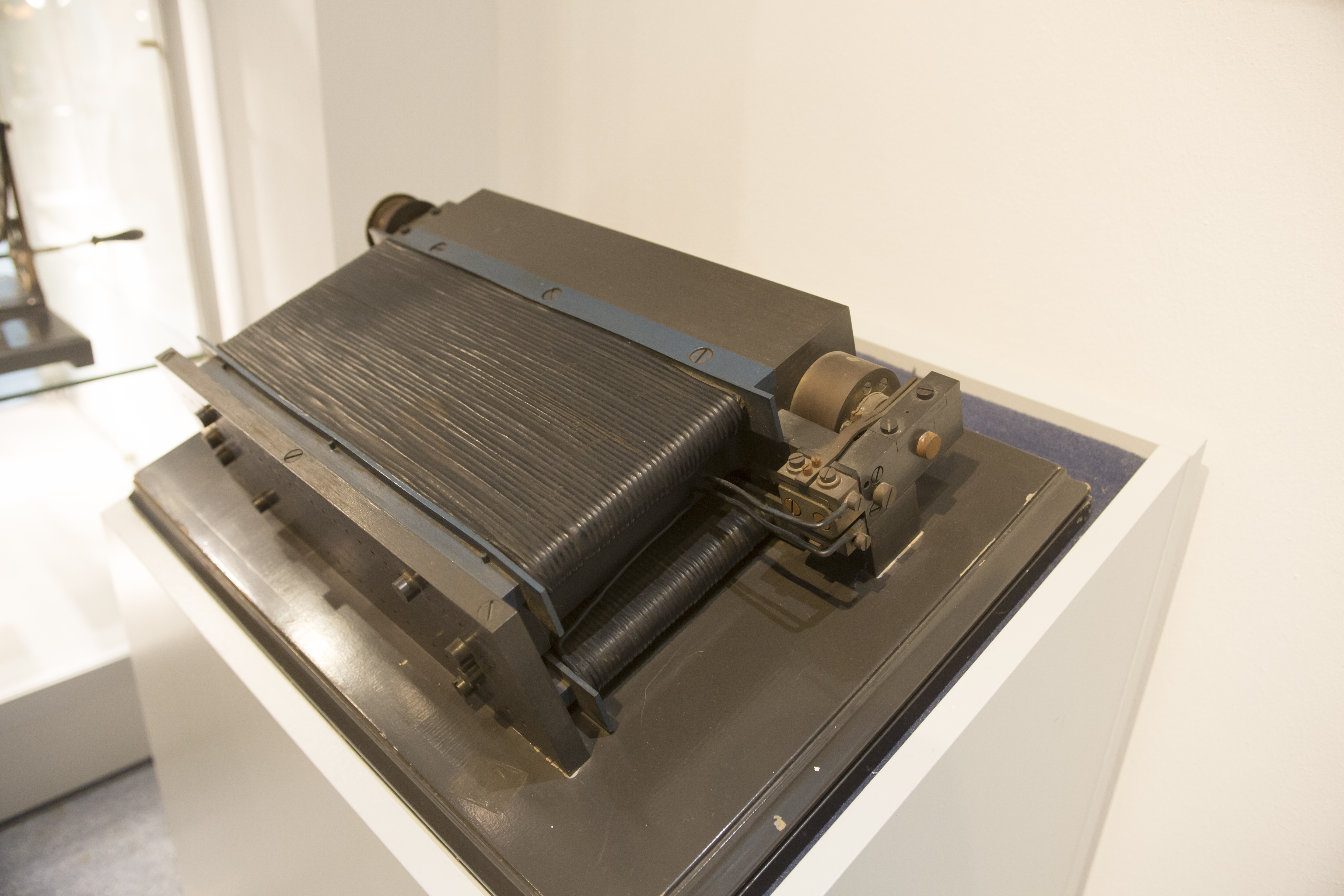
Modell der Dynamomaschine von Werner von Siemens, 1866
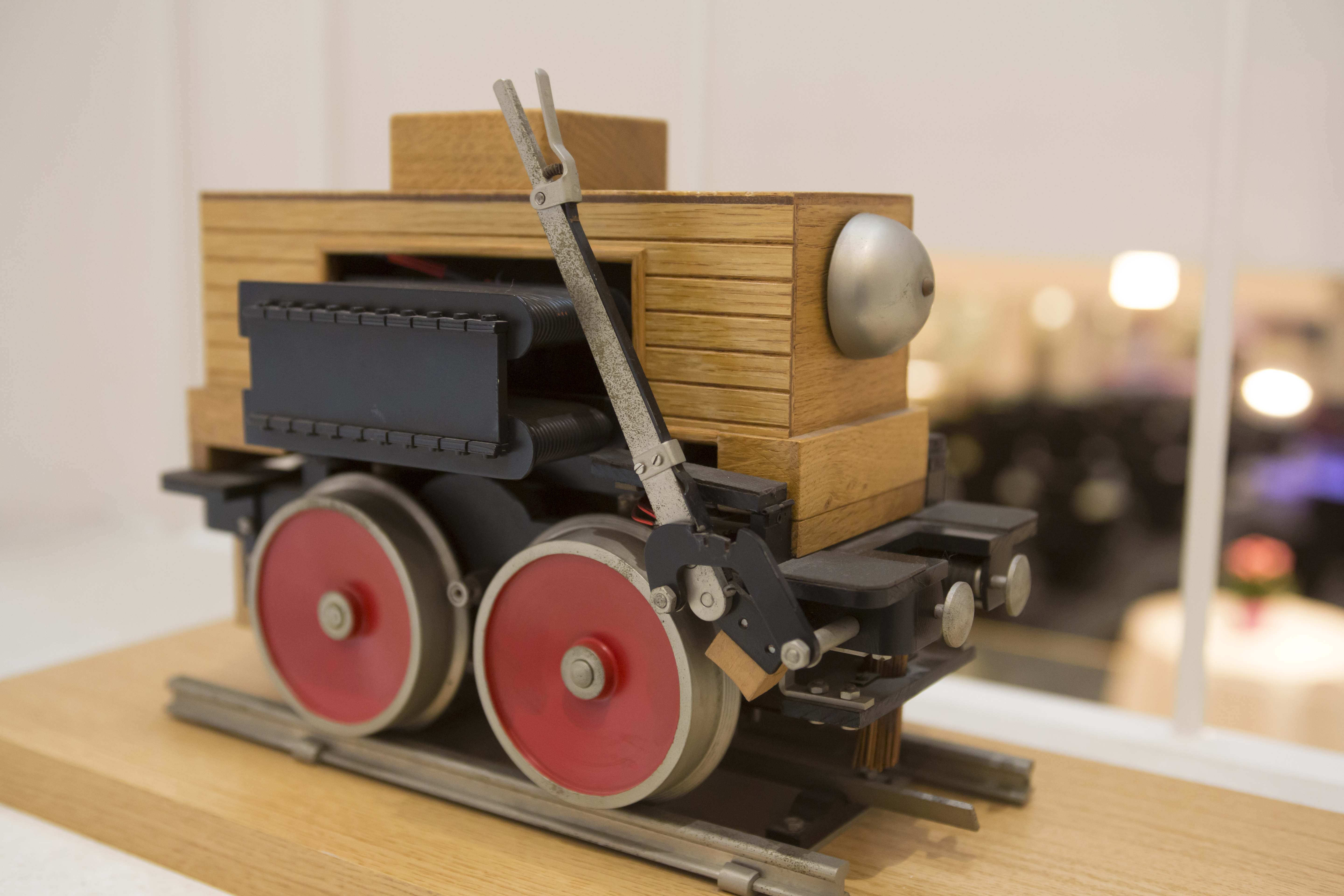
Modell der weltweit ersten elektrischen Eisenbahn der Firma Siemens & Halske aus Berlin, 1879
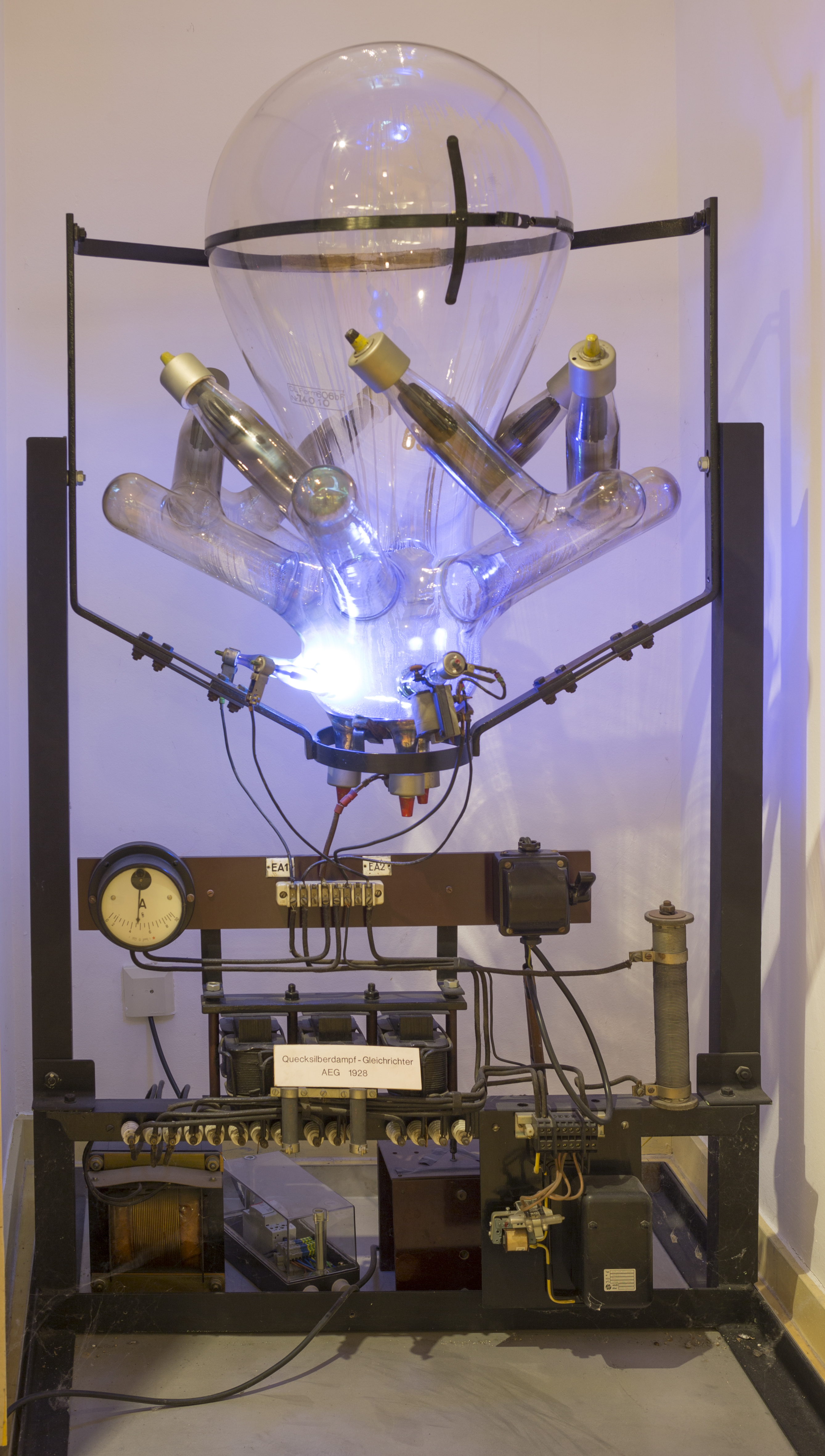
Quecksilberdampf-Gleichrichter der Allgemeinen Elektricitäts-Gesellschaft (AEG), 1928
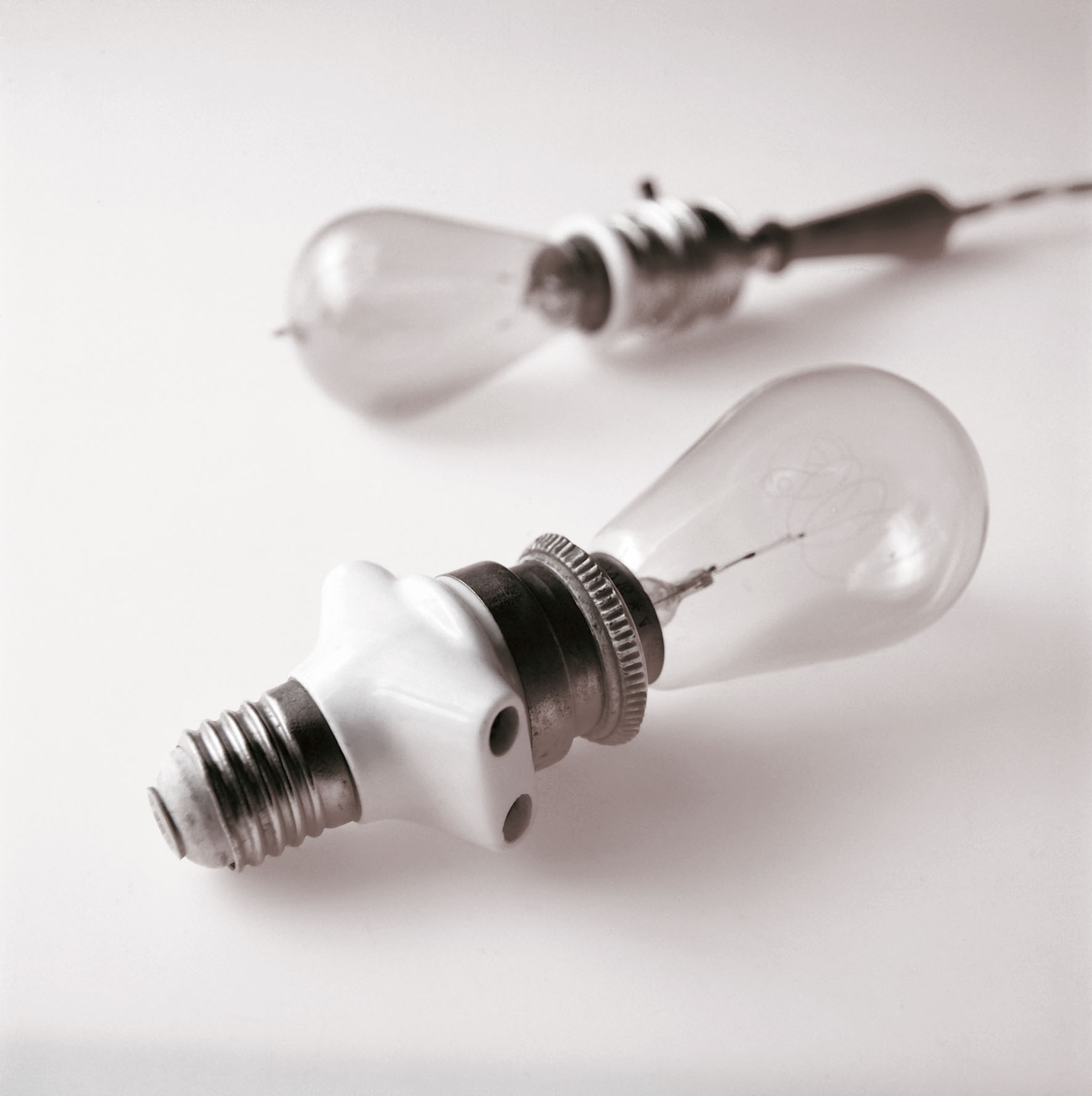
Glühlampe mit Steckadapter, um 1920
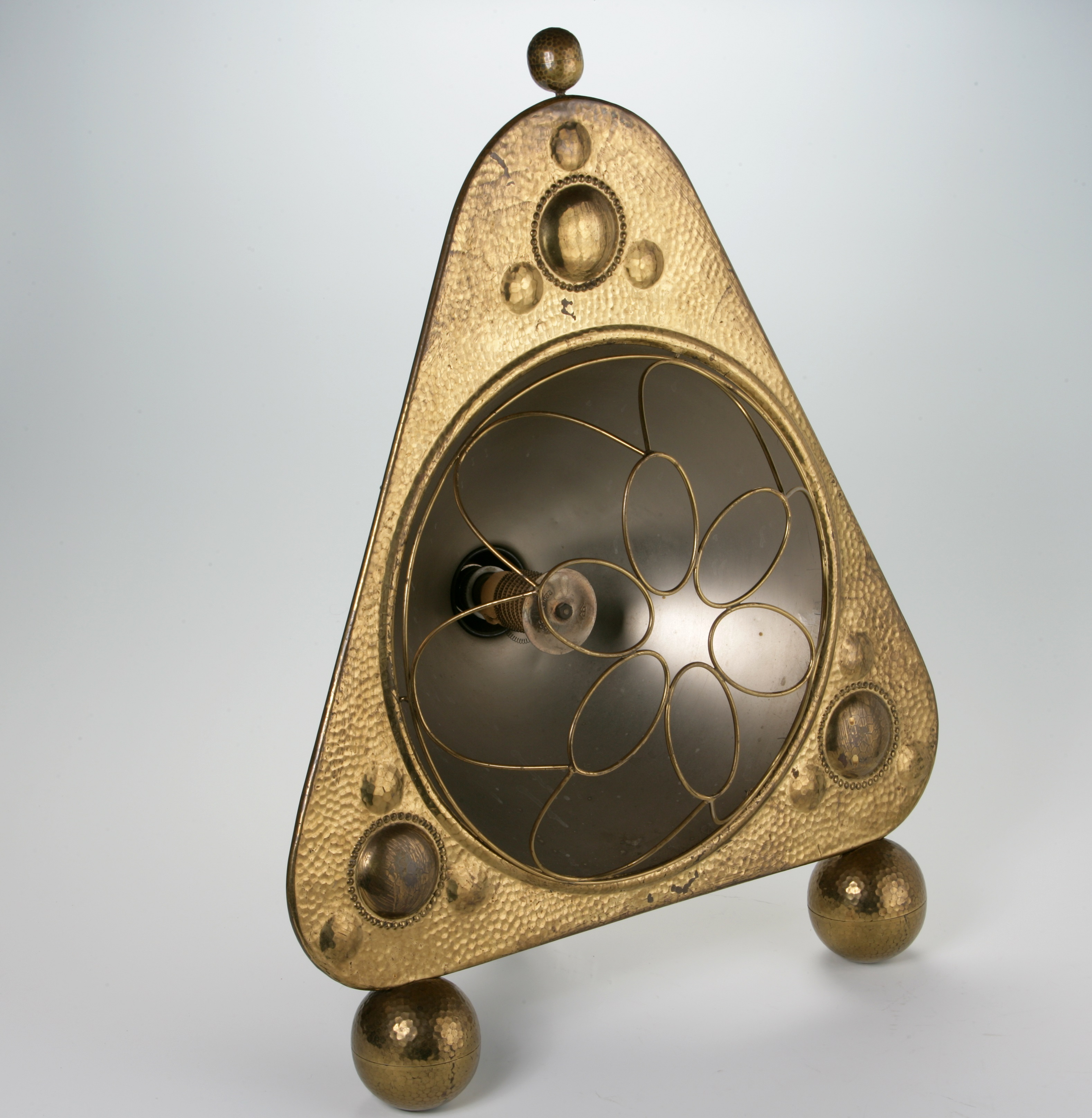
Heizsonne „Kugelfüßler“ des Gestalters Peter Behrens (1868–1940), um 1920
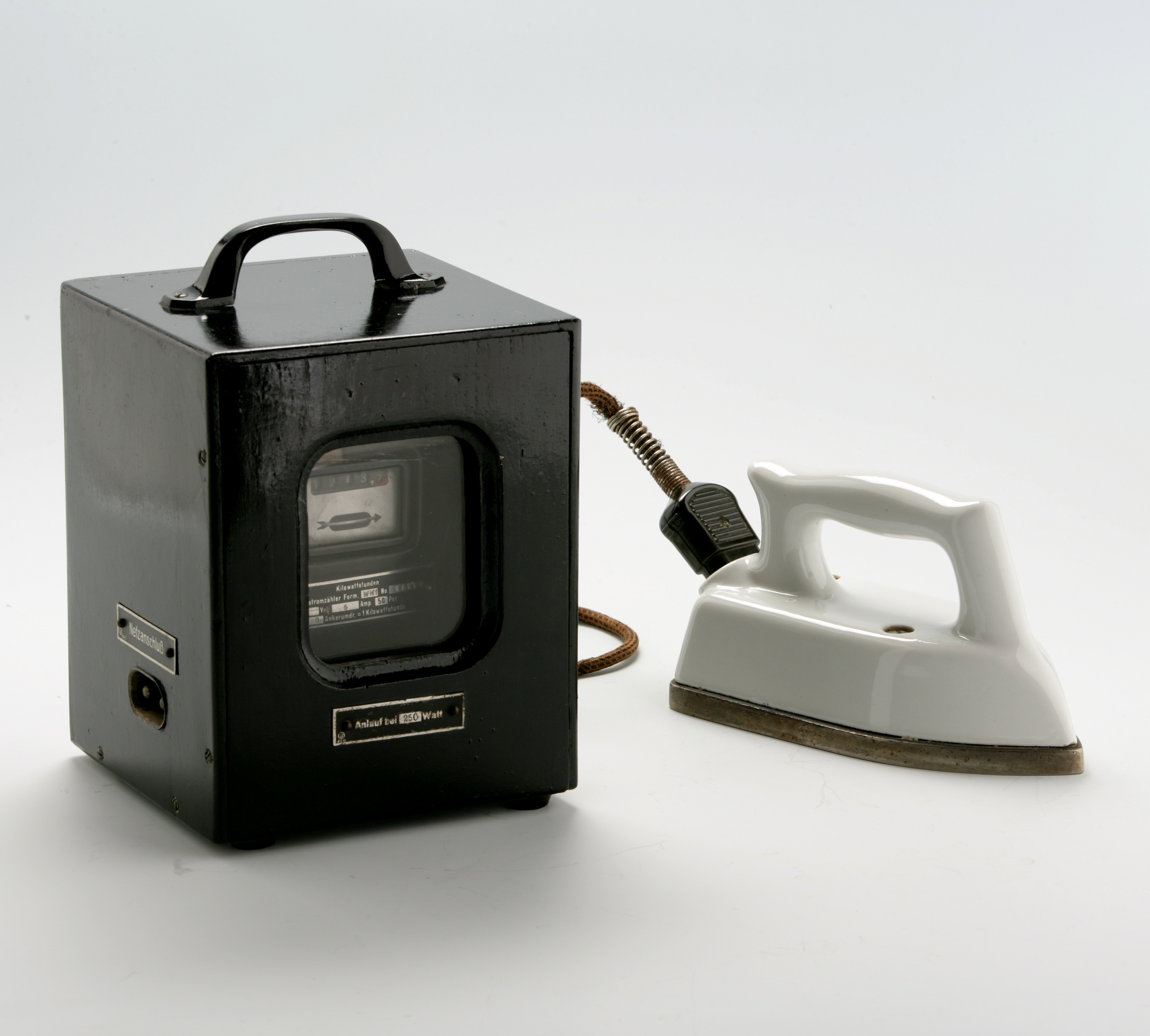
Bügelstromzähler mit Porzellan-Bügeleisen, Ende der 1920er-Jahre
Münz-Elektrisier-Apparat, um 1912
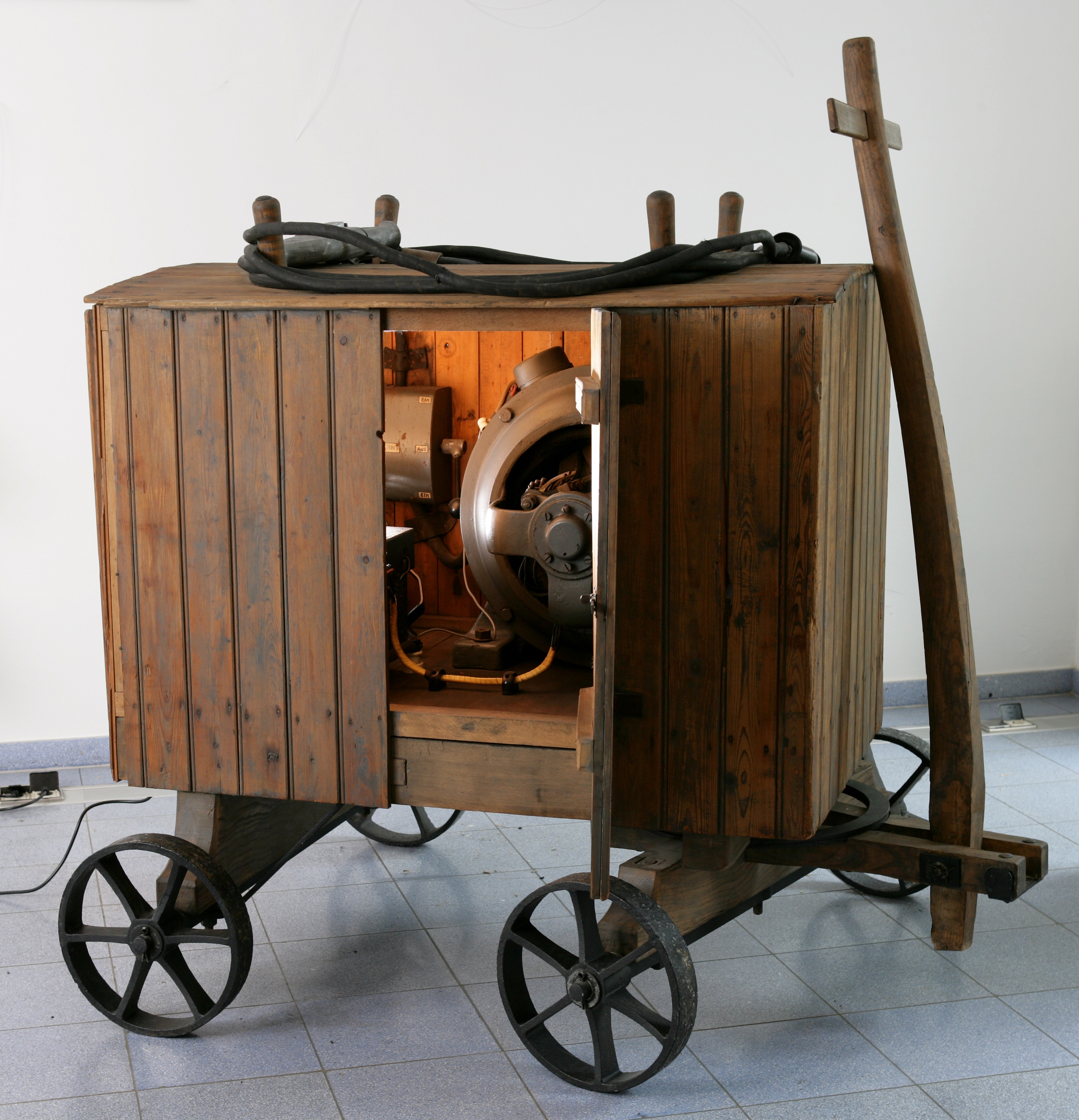
Elektrischer Motorwagen mit 7,5 PS, um 1920
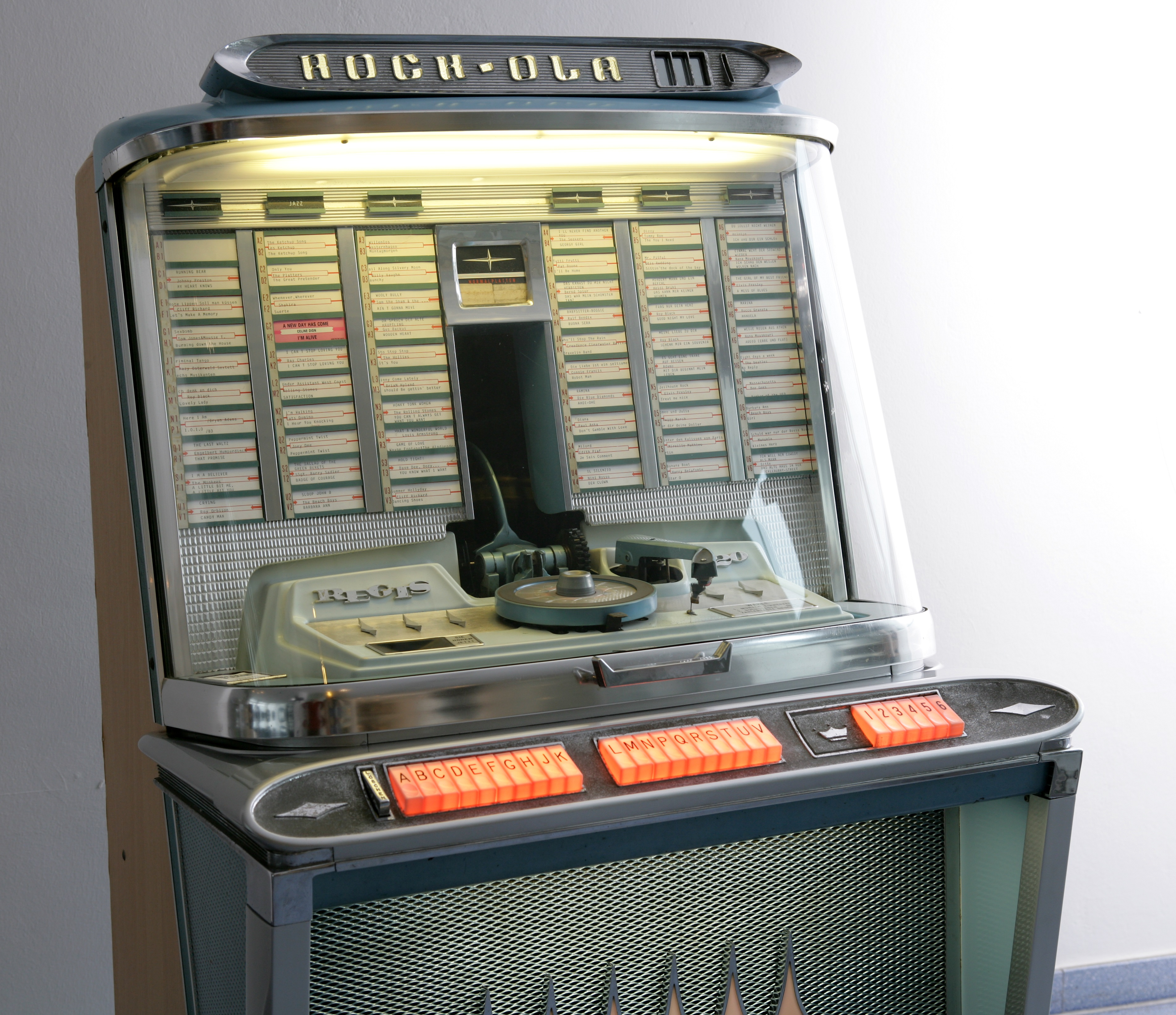
Music-Box „Rock-Ola“ für 60 Single-Schallplatten, um 1960

## Konzept
Das Museum hatte jährlich rund 10.000 Besucher. Es wurden regelmäßig Führungen für Kinder, Schüler und Erwachsene angeboten. Zudem nahm das Museum am Internationalen Museumstag, an der Nacht der Museen sowie am Entdeckertag der Region Hannover teil. Darüber hinaus widmete sich das Museum im Rahmen von Vorträgen und Podiumsdiskussionen aktuellen Fragestellungen rund um die Themenbereiche der Energiewende und der Energiezukunft. Zum Konzept des Hauses gehörte die Präsentation thematisch sehr breit gelagerter Sonderausstellungen aus den Bereichen der Energie-, Technik- und Kulturgeschichte. Das Museum war zudem mit den Wanderausstellungen „Energiegeschichte(n)“, „Energiewende(n)“ und „Energieversorgung heute“ in verschiedenen Städten und Gemeinden Niedersachsens und Sachsen-Anhalts auf Tour.
Anfang 2021 beschloss Avacon, das Museum aus wirtschaftlichen Gründen aufzugeben, was in der Lokalpolitik auf Unverständnis stieß. Es deutete darauf hin, dass das Historische Museum Hannover und das Museum August Kestner die Exponate und Teile des großen Fundus übernehmen. Dies wurde im Dezember 2021 bestätigt.

## Sonderausstellungen
- 2002: „Die leuchtende Welt der 50er Jahre“
- 2005: „Heiße Luft und scharfe Klingen. Viel Werkzeug für Frisuren“
- 2007: „Flotte Mixer, heiße Öfen. Die Küche wird elektrisch“
- 2008/2009: „Ganz Dame und doch Hausfrau. Mode in der Werbung für Staubsauger, Radio & Co.“
- 2009: „Solarwochen“
- 2009/2010: „Elektrische Spielzeuge“
- 2010/2011: „Bernstein, Blitz und Batterie. Die Entdeckung der Elektrizität“
- 2011 „elektrisierend. Werbung für Strom 1890–2010“[6]
- 2012/2013: „Licht an! Wie das Licht elektrisch wurde.“[7]
- 2013/2014/2015: „Energiewende(n) – Geschichte. Hintergründe. Visionen“
- 2015/2016: „78, 45, 33 – Vom sanften Ton zum starken Sound. Die Schallplatte begeistert die Welt“
- 2016: „Ein Reich, welches ich gegründet habe – Werner von Siemens und die Elektrotechnik“
- 2018: „Energieversorgung heute – vernetzt. intelligent. digital.“
- 2020: „Auf Empfang – 100 Jahre Radio“

## Publikationen
- Seit 2000: Sammelblatt / Museum für Energiegeschichte(n); avacon, unregelmäßig erscheinende Zeitschrift, Hannover : Museum für Energiegeschichte(n), 2000ff.
- Frauke Engel, Kathrin Symens: Ganz Dame und doch Hausfrau. Mode in der Werbung für Staubsauger, Radio & Co. Hannover 2008 (hgg. vom Museum für Energiegeschichte(n), Hannover).
- Dietrich zur Nedden et al., Silvia Schmitz (Bearb.): Energiegeschichten. Hrsg.: Museum für Energiegeschichte(n), Lamspringe/Hildesheim: Quensen, 2007, ISBN 978-3-922805-92-2; Inhaltsverzeichnis
- Lutz Pape, Hans-Jürgen Weinert: Bottichwaschmaschine & Haustelegraph. Anfänge der Elektrotechnik im Haushalt. Braunschweig 1993, ISBN 3-07-509513-3